# Louis Disbrow
Louis Disbrow (ur. 23 września 1876 roku w Nowym Jorku, zm. 9 lipca 1939 roku w Filadelfii) – amerykański kierowca wyścigowy.

## Kariera
W swojej karierze KnDisbrowpper startował głównie w Stanach Zjednoczonych w mistrzostwach AAA Championship Car oraz towarzyszącym mistrzostwom słynnym wyścigu Indianapolis 500. W trzecim sezonie startów, w 1911 roku odniósł dwa zwycięstwa, a w Indy 500 miały wypadek. Z dorobkiem 705 punktów został sklasyfikowany na dziesiątym miejscu w końcowej klasyfikacji kierowców. W 1913 roku Amerykanin uplasował się na ósmej pozycji w Indy 500, a w mistrzostwach AAA trzykrotnie stawał na podium, w tym raz na jego najwyższym stopniu. Uzbierał łącznie 460 punktów, co dało mu jedenaste miejsce w klasyfikacji generalnej. Dwa lata później był 22.